# Android Ice Cream Sandwich
 (juillet 2014).
Pour les articles homonymes, voir ICS.

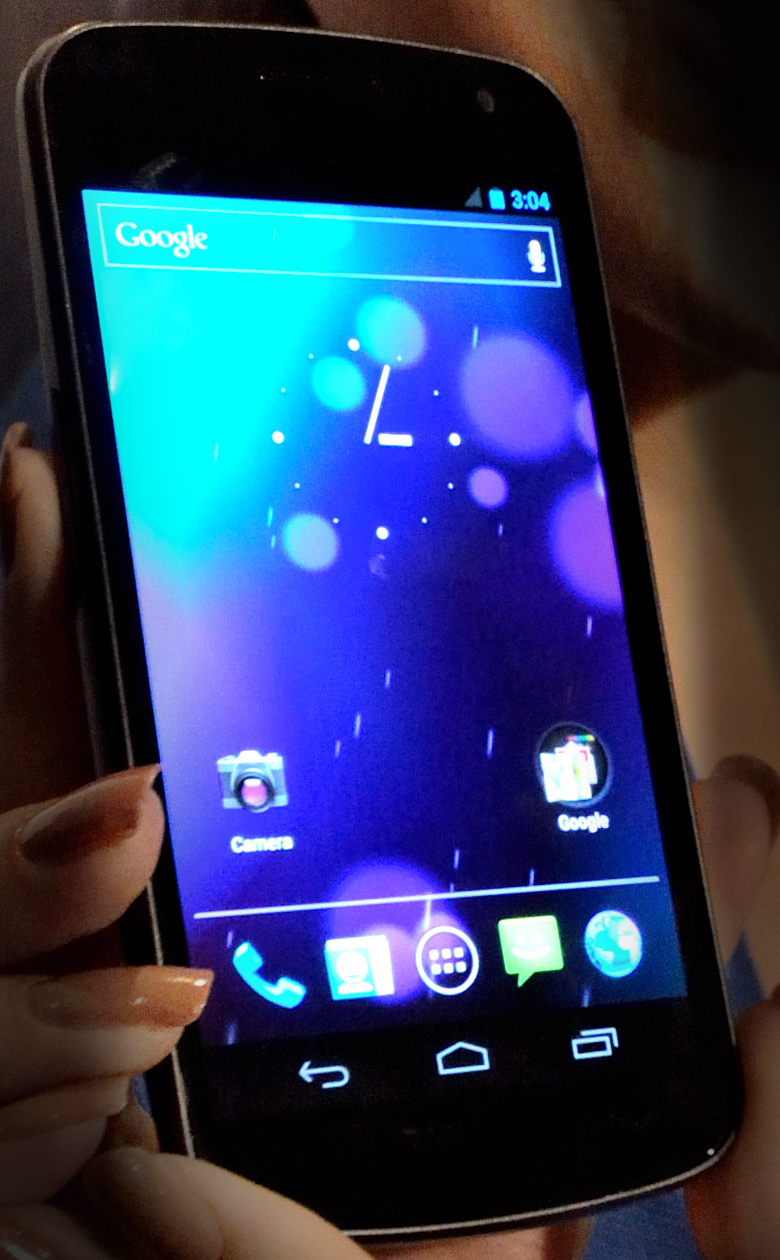
Le Galaxy Nexus

Android Ice Cream Sandwich ou Ice Cream Sandwich ou ICS (4.0) (signifiant « Sandwich à la crème glacée ») est une version du système d'exploitation mobile Android dévoilée par Google à Hong Kong le 19 octobre 2011,et disponible depuis novembre 2011.
La version suivante, Jelly Bean, est dévoilée en juin 2012 lors de la conférence Google I/O.

## Présentation
Ice Cream Sandwich unifie le développement des interfaces smartphone, tablette, télévision connectée et système embarqué. Avant la version 4.0, le développement d'une application pour une tablette n'était pas compatible avec un smartphone à cause de la taille d'écran différente.
Il offre désormais la possibilité d'avoir les touches : retour, maison et applications récentes sur l'écran, éliminant ainsi le besoin de touches physiques.
Successeur de la version Gingerbread qui possédait des teintes vertes et noires, ce système d'exploitation teint plutôt vers les bleus.
Le système offre un support pour les puces NFC intégré et Gmail dispose d'une plus forte intégration. Les mises à jour systèmes ne requièrent pas de spécifications techniques très élevés et sont possibles sans requérir une plus grande puissance pour fonctionner correctement. Il offre aussi pour la première fois un support pour des écrans disposant d'une résolution de 720p,.
Initialement prévue le 11 octobre, la toute première présentation de l'OS ainsi que du Galaxy Nexus a été repoussée, en raison de la proximité de la mort de Steve Jobs. La conférence commune de Google et Samsung se retrouve ainsi décalée vers la fin du mois.

## Sortie
Dévoilée le 19 octobre 2011 avec le SDK, cette version 4.0 du système d'exploitation mobile fait son apparition le 16 décembre 2011 avec la sortie mondiale du Galaxy Nexus. 

## Nouveautés avec l'arrivée de la version 4.0
- Nouvelle police pour accroître la lisibilité sur des écrans à fort PPP.
- Les boutons de navigation à l'écran (applications récentes, accueil et retour) sont déplaçables à volonté.
- En plein écran, les boutons disparaissent.
- Les boutons s'orientent en mode paysage ou portrait.
- Le bouton menu n’apparaît plus à l'écran au profit de la barre d'action.
- Les widgets peuvent être disposés en bas de l'accueil et la taille peut être choisie comme sur LauncherPro ou Honeycomb.
- Il est possible d'ajouter des applications à des dossiers avec le glisser-déposer.
- Le déplacement du doigt verticalement complète l'unique possibilité de déplacement horizontal avant la version 4.0. Cela permet de fermer un onglet du navigateur, une application de la liste des applications en marche ou une notification.
- L'appareil se débloque en reconnaissant le visage ou de manière classique.
- Un gestionnaire de consommation de données est intégré avec seuil et alerte.
- On peut limiter ou interdire l'utilisation des données d'une application afin d'économiser la batterie et le réseau. On peut fixer des alertes à certains niveaux et connaître le temps restant de la batterie.
- En 2011, le nombre d'onglets  du navigateur Chrome est limité à seize. Désormais, les marque-pages sont synchronisables avec le compte maison et on peut mémoriser les pages pour les lire sans réseau. Dorénavant la recherche des messages sans connexion avec l'application Gmail fonctionne.
- L'appareil photo démarre depuis l'écran de verrouillage. L'obtention d'un « panorama en un mouvement » est possible.

## Appareils
Le premier appareil livré avec ce système d'exploitation mobile a été le Samsung Galaxy Nexus, annoncé en même temps que Ice Cream Sandwich. Il y a aussi eu l'ASUS PadFone, un engin hybride qui comporte un smartphone et une tablette. Ce deux en un a été présenté au Computex 2011. L'atout d'Ice Cream Sandwich étant le fait de pouvoir marcher aussi bien sur une tablette que sur un smartphone, on comprend le choix fait par ASUS, l'entreprise ayant déjà réalisé du matériel hybride tel que le ASUS Eee Pad Transformer.
Tous les téléphones mobiles Sony Ericsson sortis en 2011 ont bénéficié de cette mise à jour. D'abord annoncée pour la mi-mars 2012, Sony a commencé le déploiment des mises à jour vers mi-avril, avant de se terminer mi-mai 2012.
La tablette Acer Iconia Tab A500 bénéficie de la mise à jour système Ice Cream Sandwich 4.0.3 depuis avril 2012.
Le Galaxy Nexus est livré avec Ice Cream Sandwich.
Les autres smartphones Samsung ont eu reçu des mises à jour à des dates différentes selon les modèles et selon les pays. D'abord le Samsung Galaxy S 2 reçoit Ice Cream Sandwich en mars 2012 dans certains pays (Pologne, la Hongrie et la Suède en Europe et la Corée du Sud en Asie), puis en avril 2012 en France. Pour le Samsung Galaxy Note, l'Allemagne et les Pays-Bas la reçoivent en mai 2012, et arrivant en France mi-juillet de la même année. Le Samsung Galaxy S III sort livré avec Ice Cream Sandwich.
Les smartphones commercialisés avant la mi 2010 ne peuvent pas recevoir la version 4.0 à cause de caractéristiques techniques insuffisantes.
Cyanogenmod porte Ice Cream Sandwich vers certains appareils non supportés officiellement avec sa version 9.0en aout 2012.
À partir de la mi 2012, la majorité des nouveaux appareils ; téléphones, tablettes, media PC, sont sous Android ICS. En aout 2012 arrivent les premiers appareils qui utilisent son successeur, Android 4.1 Jelly Bean.